# Madame Spy (film 1918)
Madame Spy è un film muto del 1918 diretto da Douglas Gerrard. La sceneggiatura di Harvey Gates si basa su un soggetto di Lee Morrison. Prodotto e distribuito dalla Universal Film Manufacturing Company, aveva come interpreti Jack Mulhall, Donna Drew, Wadsworth Harris, George Gebhardt, Jean Hersholt, Claire Du Brey, Maude Emory.

## Trama
L'ammiraglio John Wesley resta inorridito dal fatto che suo figlio Robert non sia riuscito a superare l'esame d'annessione all'Accademia Navale. Il giovane, nel frattempo, si rende testimone di un complotto contro di Stati Uniti ascoltando, non visto, il maggiordomo Hanson che sta tramando con il conte von Ornstorff, un agente segreto tedesco, per impadronirsi dei piani in possesso di suo padre delle difese costiere sull'Atlantico. Complice del conte von Ornstorff è la baronessa von Hulda. A Baltimora, Robert incontra la baronessa e, aiutato da un vecchio professore universitario, riesce a catturarla. Tenendola prigioniera, Bob - sfruttando il suo talento di attore dilettante - si traveste da donna e, facendosi passare per la von Houda, raggira gli agenti nemici, facendosi consegnare i piani rubati. Poi Bob riprende la baronessa che era riuscita a fuggire e consegna sia lei che le altre spie alle autorità. L'ammiraglio Wesley ora può essere orgoglioso del figlio che ha riscattato con il suo comportamento la brutta figura dell'esame fallito. Bob, dal canto suo, è felice anche perché è riuscito a conquistare Phyllis Covington, la ragazza del suo cuore.

## Produzione
Il film, prodotto dalla Universal Film Manufacturing Company, venne girato negli Universal Studios, al 100 di Universal City Plaza, a Universal City.

## Distribuzione
Il copyright del film, richiesto dalla Universal Film Mfg. Co., Inc., fu registrato l'11 gennaio 1918 con il numero LP11945. Distribuito negli Stati Uniti dalla Universal Film Manufacturing Company, il film uscì nelle sale il 21 gennaio 1918.
Non si conoscono copie ancora esistenti della pellicola che viene considerata presumibilmente perduta.